# Карматреш (пісня)
 — перший сингл гурту АННА, записаний і випущений лейблом ІншаМузика в 2008 році.

## Пісня
Коли хлопці після перемоги на фестивалі «Тарас Бульба» отримали право на запис альбому на студії «Тарас Бульба Продакшн», з незрозумілих причин вони вирішили його туди не записувати, а випустити окремо у вигляді синглу, нібито він продовжує тему «Карматреш». Так і відбулося, і 23 жовтня 2008 року на просторах світової мережі слухачі уперше почули цей хіт.

## Кліп
17 вересня 2009 року у Інтернеті був представлений новий відеокліп гурту на цю пісню, який викликав неабиякий інтерес прихильників колективу й просто поцінувачів якісної важкої музики. На відео гурт співає у одному з ресторанів. Режисером кліпу виступив талановитий Олександр Денисенко. 